# N-Methyl-N-nitroso-1-undecanamin
N-Methyl-N-nitroso-1-undecanamin ist eine organische Verbindung aus der Gruppe der Nitrosamine.

## Herstellung
Zur Herstellung von N-Methyl-N-nitroso-1-undecanamin wird zunächst Undecylamin mit Ameisensäure zu N-Undecylformamid umgesetzt, dann mit Lithiumaluminiumhydrid zu N-Methylundecylamin reduziert und mit Natriumnitrit und Essigsäure in Salzsäure nitrosiert.

## Eigenschaften
In einer Studie an Ratten wurde die Karzinogenität von N-Methyl-N-nitroso-1-undecanamin bei chronischer Exposition untersucht. Die meisten Tiere starben innerhalb von 40 bis 60 Wochen. Bei fast allen Tieren wurden Leberkarzinome oder Lungentumoren festgestellt. Dies ist ein deutlicher Unterschied zu dem strukturell eng verwandten N-Methyl-N-nitroso-1-dodecanamin, das überwiegend Blasenkrebs verursacht.

## Regulierung
Über den Safe Drinking Water and Toxic Enforcement Act of 1986 besteht in Kalifornien seit dem 26. Dezember 2014 eine Kennzeichnungspflicht für Produkte, die N-Methyl-N-nitroso-1-undecanamin enthalten.

## Externe Links zu erwähnten Verbindungen
1. ↑  Externe Identifikatoren von bzw. Datenbank-Links zu Undecylamin:  CAS-Nr.: 7307-55-3, EG-Nr.: 230-761-6, ECHA-InfoCard: 100.027.964, GESTIS: 121866, PubChem: 81742, ChemSpider: 73758, Wikidata: Q27291352.
2. ↑  Externe Identifikatoren von bzw. Datenbank-Links zu N-Undecylformamid:  CAS-Nr.: 59734-17-7, PubChem: 268113, ChemSpider: 235664, Wikidata: Q82036633.
3. ↑  Externe Identifikatoren von bzw. Datenbank-Links zu N-Methylundecylamin:  CAS-Nr.: 66553-53-5, PubChem: 231917, Wikidata: Q82017320.